# Бородин, Илья Александрович (пловец)
Илья Александрович Бородин (род. 14 февраля 2003, Брянск) — российский пловец. Чемпион мира 2024 года на короткой воде, чемпион Европы 2021 года, чемпион Европы на короткой воде, серебряный призер чемпионата мира 2021 на короткой воде, бронзовый призёр чемпионата мира 2025 года, двукратный чемпион России (2020, 2021) на дистанции 400 метров комплексным плаванием. Многократный рекордсмен России, рекордсмен мира среди юниоров. Мастер спорта России международного класса (2020).

## Биография
Родился 14 февраля 2003 года в Брянске. Родители, приобщившие его к плаванию, занимаются[уточнить] любительским спортом. Отец — волейболом и стрельбой, мать — баскетболом. Младший брат также занимается плаванием, тренируется[уточнить] у первого тренера Ильи.

## Спортивная карьера
Начало спортивной карьеры было положено[уточнить] в столице Азербайджана на Европейском Юношеском Олимпийском Фестивале, где Бородин завоевал три золота и серебро.
В 2020 году победил на чемпионате России на короткой воде на дистанции 400 метров комплексом, установив национальный рекорд.
В 2021 году победил на чемпионате России на дистанции 400 метров комплексом с новым национальным рекордом.
На предолимпийском чемпионате Европы в Будапеште выиграл золото с новым рекордом России и юниорским рекордом мира на дистанции 400 метров комплексное плавание (4:10,02).
Пропустил[уточнить] Олимпиаду в Токио в 2021 году из-за положительного теста на коронавирус.